# Humboldt County, Iowa
Humboldt County är ett administrativt område i delstaten Iowa, USA, med 9 815 invånare. Den administrativa huvudorten (county seat) är Dakota City.  

## Geografi
Enligt United States Census Bureau så har countyt en total area på 1 129 km². 1 125 km² av den arean är land och 3 km² är vatten. 

### Angränsande countyn
- Kossuth County - nord
- Wright County - öst
- Webster County - syd
- Pocahontas County - väst